# 藤村いずみ
藤村 いずみ（ふじむら いずみ、1962年 -）は、日本の小説家、推理作家。

## 経歴・人物
長野県生まれ。早稲田大学第一文学部日本文学専攻を卒業する。新聞社・出版社勤務を経る。企業PR・広告制作会社を経営する。その傍ら、小説修行を開始する。2001年、「海棠の花が散るまでに」が第40回オール讀物推理小説新人賞の最終選考作となる。2002年、「孤独の陰翳」で第19回サントリーミステリー大賞優秀作品賞を受賞する。同年12月、『ミステリマガジン』に掲載された短編「コンプライアンス」で小説家デビューを果たす。2004年、『あまんじゃく』が第17回『このミステリーがすごい!』（国内編）で47位にランクイン。

### 映像化関連
2009年、『ルート246 華麗なる詐欺師・倉田梨り子』が、『サギ師リリ子』と改題しテレビ東京系にてテレビドラマ化。主演は雛形あきこ。この際、藤村は「誰もが被害者になりかねない詐欺事件の問題について、 他人事ではないという関心を持ってもらいたくて、この作品を書いた」との旨のコメントを発表している。
2018年、『あまんじゃく』が、テレビ東京系にてテレビドラマ化。2020年には続編が制作。主演は唐沢寿明。

## 作品リスト

### 〈ルート246 華麗なる詐欺師・倉田梨り子〉シリーズ
- ルート246 華麗なる詐欺師・倉田梨り子（2006年9月 新風舎）
  - 【改題】ルート246 華麗なる詐欺師・倉田梨り子1 憂さ晴らし、承ります!（2008年12月 角川文庫）
- ルート246 華麗なる詐欺師・倉田梨り子2 人は誰でも騙される?（2009年3月 角川文庫）

### その他
- あまんじゃく（2004年9月 早川書房 ハヤカワ・ミステリワールド）
- 闇に抱かれて眠りたい（2007年7月 マガジンハウス）

### アンソロジー
「」内が収録されている藤村いずみの作品
- 翠迷宮 ミステリー・アンソロジー（2003年6月 祥伝社文庫）「美しき遺産相続人」

## メディア・ミックス

### テレビドラマ
テレビ東京系列
- Lドラ サギ師リリ子（2009年1月5日 - 3月27日、主演 : 雛形あきこ）
- あまんじゃく 元外科医の殺し屋が医療の闇に挑む！　（2018年秋、主演 : 唐沢寿明）
- あまんじゃく 元外科医の殺し屋 最後の闘い（2020年春　上記の続編、主演 : 唐沢寿明）